# Kanton Puy-l’Évêque
Der Kanton Puy-l’Évêque ist seit 1790 ein französischer Wahlkreis in den Arrondissements Cahord und Gourdon im Département Lot in der Region Okzitanien; sein Hauptort ist Puy-l’Évêque.

## Gemeinden
Der Kanton besteht aus 25 Gemeinden mit insgesamt 11.525 Einwohnern (Stand: 1. Januar 2022) auf einer Gesamtfläche von 376,16 km²:
| Gemeinde              | Einwohner 1. Januar 2022 | Fläche km² | Dichte Einw./km² | Code INSEE | Postleitzahl | Arrondissement |
| --------------------- | ------------------------ | ---------- | ---------------- | ---------- | ------------ | -------------- |
| Cassagnes             | 174                      | 11,62      | 15               | 46061      | 46700        | Cahors         |
| Duravel               | 946                      | 14,97      | 63               | 46089      | 46700        | Cahors         |
| Floressas             | 179                      | 13,84      | 13               | 46107      | 46700        | Cahors         |
| Frayssinet-le-Gélat   | 375                      | 23,14      | 16               | 46114      | 46250        | Gourdon        |
| Goujounac             | 219                      | 10,38      | 21               | 46126      | 46250        | Gourdon        |
| Grézels               | 235                      | 10,79      | 22               | 46130      | 46700        | Cahors         |
| Lacapelle-Cabanac     | 172                      | 8,04       | 21               | 46142      | 46700        | Cahors         |
| Lagardelle            | 124                      | 3,07       | 40               | 46147      | 46220        | Cahors         |
| Les Arques            | 214                      | 15,05      | 14               | 46008      | 46250        | Gourdon        |
| Les Junies            | 252                      | 13,06      | 19               | 46134      | 46150        | Cahors         |
| Lherm                 | 234                      | 13,47      | 17               | 46171      | 46150        | Cahors         |
| Mauroux               | 553                      | 16,20      | 34               | 46187      | 46700        | Cahors         |
| Montcabrier           | 342                      | 21,75      | 16               | 46199      | 46700        | Cahors         |
| Montcléra             | 275                      | 20,91      | 13               | 46200      | 46250        | Gourdon        |
| Pescadoires           | 186                      | 3,28       | 57               | 46218      | 46220        | Cahors         |
| Pomarède              | 190                      | 7,04       | 27               | 46222      | 46250        | Gourdon        |
| Porte-du-Quercy       | 534                      | 49,02      | 11               | 46033      | 46800        | Cahors         |
| Prayssac              | 2.500                    | 24,05      | 104              | 46225      | 46220        | Cahors         |
| Puy-l’Évêque          | 1.870                    | 26,38      | 71               | 46231      | 46700        | Cahors         |
| Saint-Caprais         | 80                       | 8,85       | 9                | 46250      | 46250        | Gourdon        |
| Saint-Martin-le-Redon | 194                      | 10,60      | 18               | 46277      | 46700        | Cahors         |
| Sérignac              | 334                      | 18,44      | 18               | 46305      | 46700        | Cahors         |
| Soturac               | 638                      | 19,55      | 33               | 46307      | 46700        | Cahors         |
| Touzac                | 361                      | 4,89       | 74               | 46321      | 46700        | Cahors         |
| Vire-sur-Lot          | 344                      | 7,77       | 44               | 46336      | 46700        | Cahors         |
| Kanton Puy-l’Évêque   | 11.525                   | 376,16     | 31               | 4615       | –            | –              |

Bis zur landesweiten Neuordnung der französischen Kantone im März 2015 gehörten zum Kanton Puy-l’Évêque die 16 Gemeinden Cassagnes, Duravel, Floressas, Grézels, Lacapelle-Cabanac, Lagardelle, Mauroux, Montcabrier, Pescadoires, Prayssac, Puy-l’Évêque, Saint-Martin-le-Redon, Sérignac, Soturac, Touzac und Vire-sur-Lot. Sein Zuschnitt entsprach einer Fläche von 215,24 km2. Er besaß vor 2015 einen anderen INSEE-Code als heute, nämlich 4623.

## Veränderungen im Gemeindebestand seit der landesweiten Neuordnung der Kantone
2019:
- Fusion Le Boulvé, Fargues (Kanton Luzech), Saint-Matré und Saux → Porte-du-Quercy (Kanton Luzech und Kanton Puy-l’Évêque)

## Bevölkerungsentwicklung
| Jahr      | 1962  | 1968  | 1975  | 1982  | 1990  | 1999  | 2006  | 2016   |
| --------- | ----- | ----- | ----- | ----- | ----- | ----- | ----- | ------ |
| Einwohner | 8.310 | 9.094 | 9.109 | 9.115 | 9.168 | 8.967 | 9.267 | 11.385 |